# 花淑兰
花淑兰（1929年—2005年），原名葛淑兰，女，河北唐山人，中国评剧表演艺术家，曾任中国戏剧家协会理事。